# Farní sbor Českobratrské církve evangelické v Přešticích
Farní sbor Českobratrské církve evangelické v Přešticích je součástí Západočeského seniorátu. V současnosti vykazuje 93 členů. Farní sbor vznikl v roce 1923 na popud faráře Ebenezera Ottera, ale dlouhá léta neměl místo, kde by se scházel. Později začal usilovat o stavbu nové modlitebny diakon Josef Francouz. V roce 1948, kdy byly zakoupeny a přestavěny židovská synagoga (Chrám Mistra Jana Husa) a sborový dům, měl sbor necelých 500 členů . Roku 1974 byly kostel i sborový dům zbořeny z důvodů výstavby panelových domů v centru Přeštic a sboru nebyla poskytnuta žádná náhrada. Proto zakoupil rodinný dům čp. 557 v Nejedlého sadech (dnešní Rebcova ulice), ke kterému v roce 2019 přibyla nová budova. Získat finance potřebné na stavbu se povedlo díky programu IROP, evangelickým farnostem z Německa a Švýcarska a Jeronýmově jednotě. Přispělo také město Přeštice s tehdejším starostou Karlem Naxerou.
Díky novým prostorám nazvaným Centrum Jana Ámose Komenského se mohla rozrůst nabídka služeb sboru. V současnosti je to klub pro děti Royal Rangers Archivováno 9. 11. 2023 na Wayback Machine., Mateřské centrum, taneční skupina Plamínek a denní stacionář Kristián, určený pro osoby se zdravotním postižením a seniory.

## Kazatelé a významné mezníky sboru
- po roce 1918: Přestupové hnutí
- 6.7.1921: Projev faráře Ebenezera Ottera „O Husově významu a o smyslu české reformace“
- 23.10.1921: První evangelické bohoslužby
- 1923 – 1926: Karel Hájek
- 1923: vznik farního sboru
- 1926 – 1929: Zdeněk Somolík (vikář)
- 1930: Kazatelská stanice Merklína
- 1935 – 1941: Josef Francouz (vikář)
- 1944 – 1968: Josef Francouz
  - 1948: Zakoupena a adaptována přeštická synagoga se sborovým domem
- 1969 – 1979: Jan Šoltész
  - 1974: Kostel i s farou zbořen kvůli výstavbě nových panelových domů
  - Zakoupen rodinný dům u nádraží
  - Od 17. 3. 1974: Bohoslužby v tomto domě
- 1978: Jan Šoltész odchází do Plzně a administrací sboru je pověřen Jiří Pumr, následně Jan Šoltész
- 1991 – 2000: Pavel Jendele (jáhen)
- 1. 9. 2003 – 2023: Jan Satke
  - 2011: rekonstrukce fary a rozšíření prostor
  - 7. 5. 2018: poklepání na základní kámen nové budovy
  - 2019: Bohoslužby se konají v nové budově v kapli Centra Jana Ámose Komenského
- 2023: Jaroslav Vokoun

## Historie sboru
První přistěhovalí evangelíci se shromažďovali koncem 19. století v Klatovech. To však k založení sboru v této diasporní oblasti nestačilo. Sbor vzniká až z přestupového hnutí po r.1918. Dne 6. 7. 1921 promluvil z balkonu radnice v Přešticích k velikému shromáždění plzeňský farář Ebenezer Otter „O Husově významu a o smyslu české reformace“, 23. 10. 1921 se pak konaly v Přešticích první evangelické bohoslužby za účasti 60 osob. Přistoupilo i mnoho lidí v širokém okolí, proto byl do Přeštic povolán samostatný farář Karel Hájek, za jehož působení se staly Přeštice sborem farním (1923).
Protože však sbor neměl ani kostel ani faru, odchází farář Karel Hájek i jeho nástupce, vikář Zdeněk Somolík, brzy jinam. Od roku 1930 se Přeštice staly kazatelskou stanicí merklínského sboru. Poněvadž však na vzrůstající práci ve sboru jeden duchovní nestačil, byl od 1. 9. 1935 povolán do Přeštic diakon Josef Francouz, který začal usilovat o stavbu nové modlitebny. Pro nepochopení merklínského staršovstva však r.1941 odchází, nicméně se brzy na popud seniora Ottera vrací a podniká kroky k osamostatnění sboru. Od 1. 6. 1946 jsou Přeštice samostatným sborem. Byly též založeny kazatelské stanice v Dobřanech a Nýrsku.
V roce 1948 byla zakoupena synagoga se sborovým domem a budovy byly ihned adaptovány. V takto vzniklé modlitebně byla ještě v r. 1951 postavena galerie pro varhany, které faráři Francouzovi daroval katolický kněz z pohraničí. V té době měl sbor necelých 500 členů.
Po 30 letech obětavé práce v přeštickém sboru odešel farář Josef Francouz do důchodu. Od 1. 1. 1969 nastoupil jako nový farář sboru Jan Šoltész. Protože ve sboru nebyl volný služební byt, dojížděl z Plzně.
V rámci přestavby města bylo sboru sděleno, že kostel i sborový dům v Přešticích budou zbourány. Přes veškerou snahu se tento záměr nepodařilo změnit. Sboru nebyla poskytnuta žádná náhradní budova. Proto sbor zakoupil rodinný dům v Přešticích č. p. 557 v blízkosti vlakového nádraží za částku, kterou sbor získal po obtížných jednáních jako náhradu za demolované budovy. V přízemí zakoupené budovy byla zřízena modlitebna. Od 17. 3.1974 se již konaly bohoslužby v tomto sborovém domě.
Roku 1978 odchází farář Šoltész do Plzně a administrací sboru je pověřen farář Jiří Pumr, následně Jan Šoltész. Do uvolněného bytu ve sborovém domě, ve kterém do té doby bydleli ještě původní nájemníci, se v roce 1985 přistěhovali manželé Jendelovi. Pavel Jendele působil jako správce sborového domu a v roce 1986 byl zvolen kurátorem sboru. Poté (r.1991) byl ustanoven za diakona sboru. 
Od 1. 9. 2003 byl zvolen za faráře v přeštickém sboru Jan Satke. Současně začal spravovat také evangelický sbor v Merklíně. Od 1. 1. 2010 došlo k rozdělení tohoto „sousboří“ přeštického a merklínského sboru a farář Jan Satke se stal plnočasovým kazatelem sboru v Přešticích.
Ve sboru postupně vznikaly nové služby pro veřejnost, např. pravidelná setkání maminek s dětmi na tzv. Mateřském centru pod vedením Petry Mišterové nebo volnočasový klub pro děti, Benjamínci. Na faře a farní zahradě probíhaly neustále různé programy pro děti a časem tu byla založena 55. přední hlídka Royal Rangers, jejímž prvním velitelem se stal Vladimír Přenosil. V roce 2017 se služba rozšířila i na péči o seniory a vznikl Denní stacionář Kristián, jehož ředitelkou se stala Michaela Cimická.
Krátce poté zahájilo staršovstvo v čele s kurátorem Mirijou Francouzem (synem někdejšího přeštického faráře Josefa Francouze) plány na stavbu nové budovy, která by umožnila zároveň navýšit kapacitu klientů ve Stacionáři, ale také by naplnila možnost sálu, kde by se kromě nedělních bohoslužeb mohly konat kulturní akce, přednášky, či výstavy.
Dne 7. května 2018 proběhlo na zahradě v místech budoucího domu poklepání na základní kámen. Na něm zlatým písmem stálo: "NESTAVÍ-LI DÍLO HOSPODIN,MARNĚ SE NAMÁHAJÍ STAVITELÉ." Slavnosti se účastnil také tehdejší přeštický starosta Karel Naxera, město se stalo jedním ze sponzorů celé akce. Získat potřebné finance se dále povedlo díky programu IROP, evangelickým farnostem z Německa a Švýcarska a Jeronýmově jednotě.
K roku 2023 je farářem dr. Jaroslav Vokoun a pastoračním pracovníkem Kryštof Veselovský. Kurátorem je Radomír Škaloud.